# مقاطعة غياوغا (أوهايو)
مقاطعة جوغا (بالإنجليزية: Geauga County)‏ هي إحدى مقاطعات ولاية أوهايو في الولايات المتحدة الأمريكية.